# Mongolojassus adarroides
Mongolojassus adarroides är en insektsart som beskrevs av Rauno E. Linnavuori 1952. Mongolojassus adarroides ingår i släktet Mongolojassus och familjen dvärgstritar. Inga underarter finns listade i Catalogue of Life.